# The Beast Must Die (série de televisão)
The Beast Must Die é uma série de televisão de suspense britânica baseada no romance homônimo de Cecil Day-Lewis, adaptado para a televisão por Gaby Chiappe.

## Enredo
Após a morte de seu filho em um atropelamento, tudo o que Frances Cairnes deseja é caçar e matar o homem que ela acredita ser o responsável. Quando ela finalmente o encontra, entra em sua casa e trama seu assassinato.

## Elenco e personagens

### Principal
- Billy Howle como Nigel Strangeways

#### Primeira temporada
- Cush Jumbo como Frances Cairnes
- Nathaniel Parker como Blount
- Maeve Dermody como  Violet
- Douggie McMeekin como Vincent O'Brien
- Mia Tomlinson como Lena
- Geraldine James como Joy
- Jared Harris como George Rattery

## Recepção
No Rotten Tomatoes, a série tem um índice de aprovação de 85% com base em 20 críticas, com uma nota média de 7,48/10. O consenso crítico do site diz: "Cush Jumbo e Jared Harris são combatentes emocionantes em The Beast Must Die, uma adaptação enrolada que se destaca com desempenho hábil e atmosfera rica". No Metacritic, tem uma pontuação de 73 de 100 com base em 9 avaliações, indicando "críticas geralmente favoráveis".